# Blastobasis industria
Blastobasis industria é uma espécie de mariposa do gênero Blastobasis pertencente à família Coleophoridae.